# Trereen Dinas

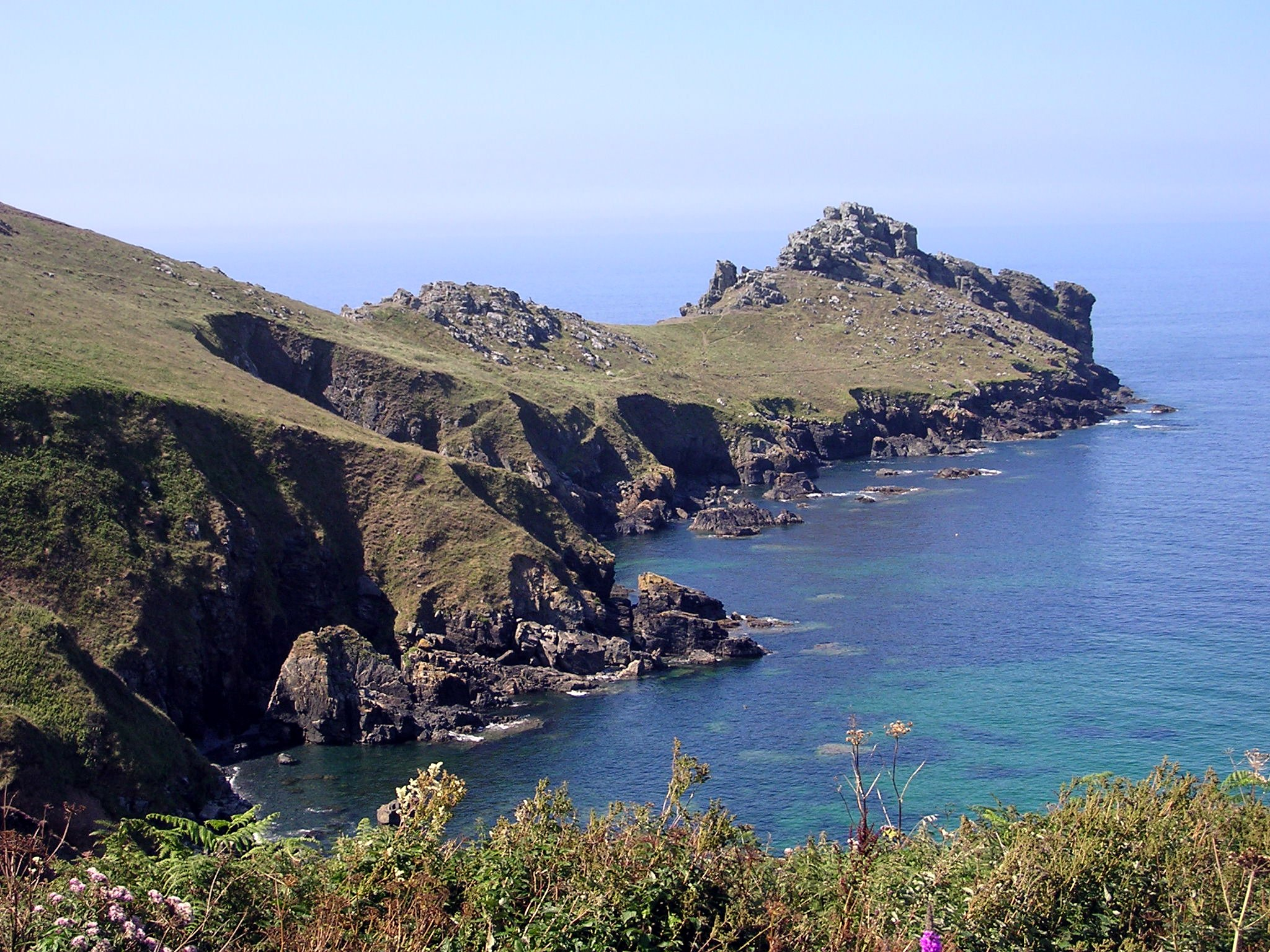
Gurnards Head

Das mit Wällen abgeteilte Cliff Castle Trereen Dinas auf dem Gurnard’s Head (dt. Knurrhahn-Kopf; kornisch Ynyal, die Einöde)  bei Treen in der Gemeinde Zennor ist eines von nur drei ausgegrabenen Promontory Forts in Cornwall – die beiden anderen sind Maen Castle und Trevelgue Head.
Das 1939 ausgegrabene eisenzeitliche Fort mit einer Größe von etwa drei Hektar liegt auf der Nordseite der Penwith-Halbinsel. Der etwa 60 Meter lange innere Wall ist der größere und etwa fünf Meter breit. Er hat noch zwei Meter Resthöhe. Außen liegt ein zweiter Wallrest mit Gräben auf der Innen- und Außenseite. 
Reste von 16 Rundhütten mit bis zu sechs Metern Durchmesser liegen auf der Landseite. Drei wurden teilweise ausgegraben, wobei wenige Funde gemacht wurden. Eine genaue Datierung war unmöglich, aber die Funde, darunter Eisenmesser und -schnallen, Reibsteine, Spinnwirtel und zerscherbte Keramik weisen in die Mitte des 2. Jahrhunderts v. Chr. Der Platz wird vom National Trust betreut und liegt im Aire Point to Carrick Du Site of Special Scientific Interest.

Trereen Dinas
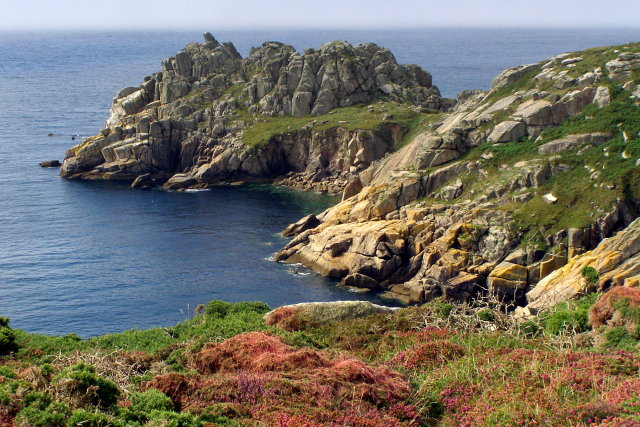
Headland Cribba Head
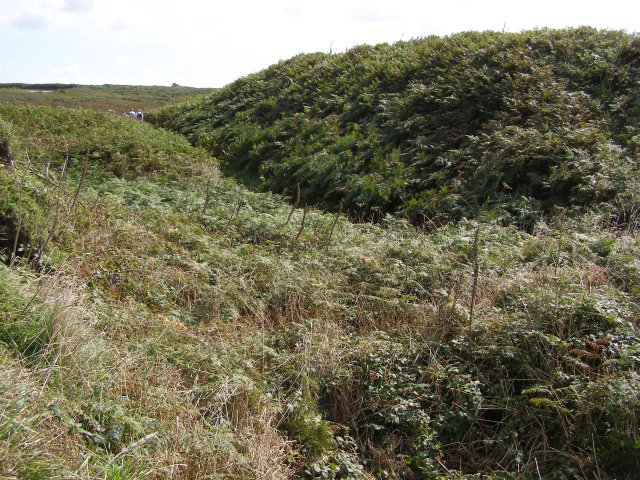
Außenwall
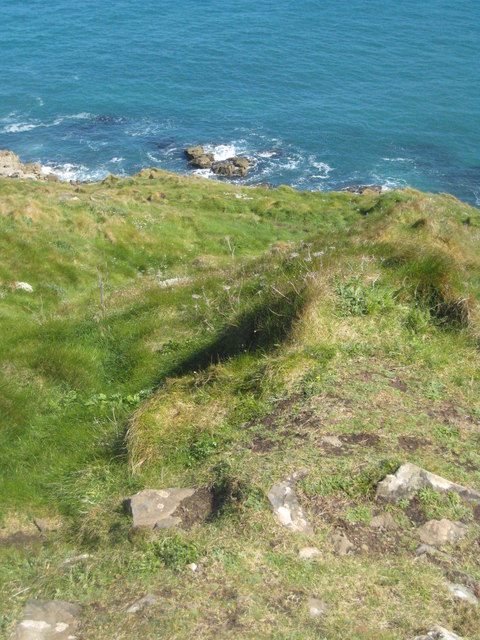
Wall und Graben
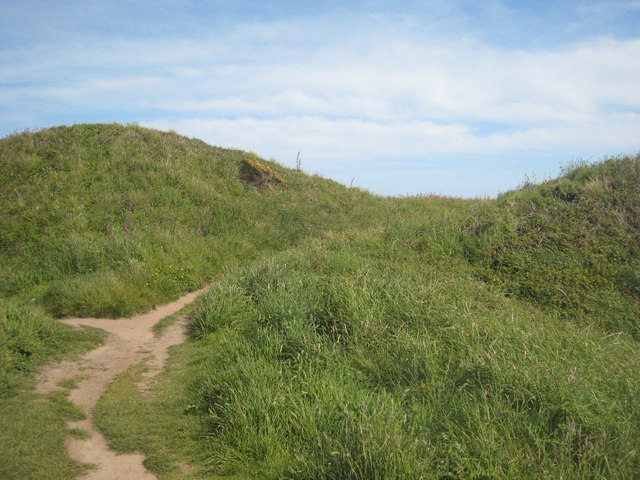
Zugang

Das kanadische Vollschiff Alexander Yeats strandete im September 1896 im Sturm vor Gurnard’s Head und musste aufgegeben werden. Die Besatzung konnte gerettet werden.